# Cheyenne Jackson
Cheyenne David Jackson (ur. 12 lipca 1975 w Newport) – amerykański aktor filmowy, telewizyjny i sceniczny, wokalista. W 2008 gejowski magazyn „Out” określił go mianem „artysty roku”.

## Życiorys

### Wczesne lata
Urodził się w Newport w stanie Waszyngton jako syn Sherri (z domu Kemper) i Davida Roberta Jacksona. Ojciec Jacksona jest częściowo rdzennym Amerykaninem. Ma dwóch braci - Jona i Chrisa oraz siostrę Amber Jackson Ellersick.

### Kariera
Na początku swojej kariery Cheyenne pracował jako wokalista wspierający z Vanessą L. Williams, Heather Headley i Lizą Minnelli.
Wystąpił w roli tytułowej w musicalu The Rocky Horror Show, zagrał Billy’ego Bigelowa w Carousel, Bergera w Hair, Tony’ego w West Side Story. W 2002 zaliczył swój broadwayowski debiut – wystąpił w musicalu Na wskroś nowoczesna Millie. W czerwcu 2006, mniej niż tydzień przed premierą, zdobył główną rolę Sonny’ego w musicalu Xanadu, zastępując tym samym wstępnie zaangażowanego wcześniej Jamesa Carpinello. W filmowym dramacie Lot 93 (2006) zagrał rolę Marka Binghama. Ponadto gościnnie pojawił się w serialach stacji telewizyjnych NBC i ABC, w tym Szminka w wielkim mieście (2008), Brzydula Betty (2009), Życie na Marsie (2009), Rockefeller Plaza 30 (2009–2012) i Glee (2010-2011). W dramacie biograficznym HBO Wielki Liberace (Behind the Candelabra, 2013) w reż. Stevena Soderbergha wystąpił jako Billy Leatherwood. W dramacie młodzieżowym Disney Channel Original Movies Następcy 3 (2019) wcielił się w rolę Hadesa, ojca Mal (Dove Cameron).

### Życie prywatne
Artysta jest zwolennikiem akcji charytatywnych organizowanych w kierunku środowiska LGBT oraz osób zmagających się z AIDS (w tym m.in. amfAR i Broadway Cares/Equity Fights AIDS). Jest otwartym gejem. W roku 1999 związał się z fizykiem, Monte Lapką, z którym zawarł związek małżeński 3 września 2011 w Nowym Jorku. Jednak w 2013 doszło do separacji i rozwodu. 13 września 2014 zawarł związek małżeński z biznesmenem i byłym aktorem Jasonem Landau, z którym w październiku 2016 zaadoptował bliźniaki, chłopca i dziewczynkę.

## Dyskografia

### albumy
- 2008: The Power of Two (z Michaelem Feinsteinem), wyd. Qualiton Imports, Harbinger Records
- 2013: I'm Blue, Skies Released, wyd. Shiny Boy Music LLC

### albumy broadwayowskie
- All Shook Up (2005)
- Xanadu (2007)
- Finian's Rainbow (2009)

### single
- 2012: „Drive”
- 2012: „Before You”
- 2013: „Don't Wanna Know”
- 2015: „Find the Best of Me - Songs of Daniel and Laura Curtis"

### wideoklipy
- 2012: „Drive”
- 2012: „Before You”
- 2013: „Don't Wanna Know”
- 2013: „Don't Look at Me”
- 2013: „She's Pretty, She Lies”
- 2013: „I'm Blue, Skies"